# Limnebius crassipes
Limnebius crassipes är en skalbaggsart som beskrevs av August Ferdinand Kuwert 1890. Limnebius crassipes ingår i släktet Limnebius och familjen vattenbrynsbaggar. Inga underarter finns listade i Catalogue of Life.